# 蕭玉姚
萧玉姚（又称萧玉瑶）（？年—529年），是南朝梁武帝萧衍的长女，母亲为郗徽，外祖母为宋文帝刘义隆之女寻阳公主，萧玉婉和萧玉嬛的姐姐。

## 生平
萧玉姚生性淫，年轻时由父亲指婚嫁给了殷睿的儿子殷均，但公主并不待见殷均。梁书曾记载萧玉姚和自己的亲叔父临川王萧宏私通，当起了“夫妻”，但这事被其父萧衍发现了，萧玉姚心里十分害怕，便和叔父萧宏谋反，准备杀害父亲萧衍，但这事后来被泄露，梁武帝只是责骂了她，并赦免了她和叔叔萧宏的死罪。